# Метаболізм (архітектура)
Метаболізм (фр. métabolisme; від грец. μεταβολή — «перетворення, зміна») — течія в архітектурі і містобудуванні середини XX ст., що представляла альтернативу пануючій у той час в архітектурі ідеології функціоналізму. Зародилася в Японії наприкінці 50-х років XX століття. В основу теорії метаболізму ліг принцип індивідуального розвитку живого організму (онтогенезу) і коеволюції. Метаболізм не варто, проте, плутати з органічною архітектурою і біо-теком, в яких наслідування живої природи не розгорнуте в часі і зачіпає, головним чином, принципи формоутворення.
Так визначав концепцію метаболізму один з її головних ідеологів, Кійонорі Кікутаке:

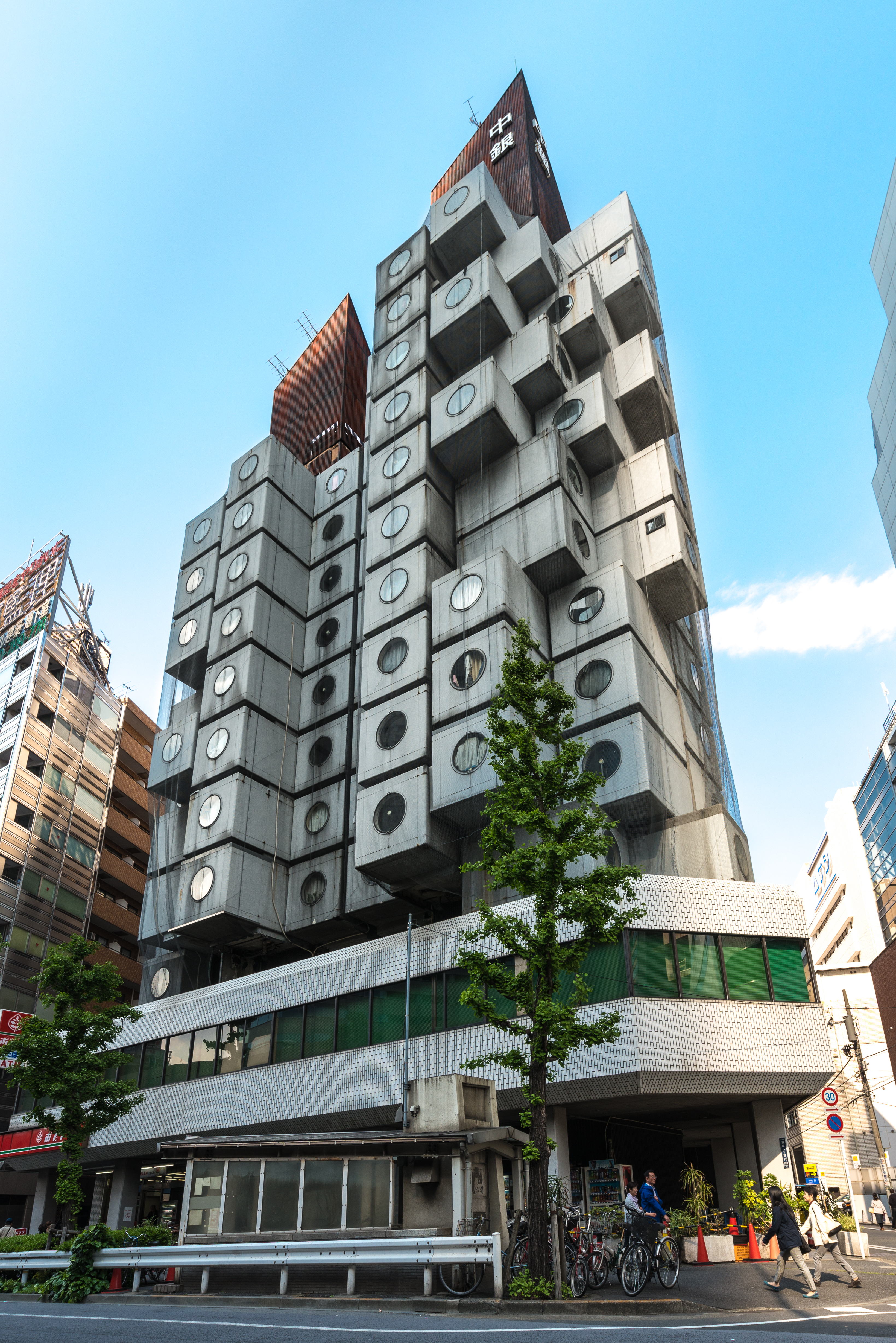
Вежа «Накагін», архітектор К. Курокава

|  | Японці звикли до нерозривності традиції, однієї з основ стійкості нашої цивілізації. Тому і концепція метаболістичної архітектури сходить до витоків японської будівельної традиції, пропонуючи алгоритм її зміни. Безумовно, непросто коротко визначити все те, про що я роздумував, створюючи цю теорію. Для мене в понятті «метаболізм» найважливішою була можливість перебудови споруди і заміни її складових відповідно до вимог, які висуває наш швидкоплинучий світ. Рух метаболістів не був даниною моді і не створювався мною для того, щоб стати його законодавцем. В Європі цей рух перетворився на модну течію, а в нашій країні, що опирається на древні традиції, він отримав інший розвиток. Для Японії це було питання майбутнього нашої цивілізації. Тому необхідно було враховувати, чи буде потрібна Японії наша концепція. При цьому ми вірили, що такий підхід до архітектури і взагалі до побудови нового мирного суспільства буде корисний для розвитку і інших країн. Взагалі, в Японії завжди приділялася особлива увага законам еволюції тваринного і рослинного світу. Тому природні закономірності стали однією з основ архітектурного метаболізму. Можливо, за схожими біологічними законами повинна розвиватися і архітектура. Сучасні технології дозволяють реалізовувати найсміливіші проекти, тому є надія, що досвід метаболістів знайде своє застосування і в XXI столітті. |

Особливостями архітектурної мови метаболістів стали незавершеність, «недомовленість», відносна «деструктивність» і відкритість структури будівель для «діалогу» з мінливим архітектурним, культурним і технологічним контекстом міського середовища. Поширений прийом акцентування уваги на порожнечі, з метою створення ефекту «матеріалізації уваги», візуальне закріплення незабудованих і неосвоєних просторів за допомогою символічних просторових структур. При цьому створюється деякий проміжний простір (інакше — мезопростір), який згідно з теорією метаболізму являє собою бракуючу ланку між архітектурою (як вкрай впорядкованим місцем існування) і навколишнім хаосом мінливого міського середовища або «вакуумом» природного ландшафту. У структурі як окремих будівель, так і їх комплексів і навіть цілих міст, розроблених під впливом ідей метаболізму, завжди чітко простежується тимчасова і постійна складові. Ще одна ознака такої архітектури — її модульність, чарунчастість, найнаочніше ілюстровані на прикладі вежі «Накагін» (Nakagin Capsule Tower) (архітектор К. Курокава).
Варто, проте, зазначити, що алгоритми, закладені в проектах метаболістів, на практиці не завжди відтворюються і спрацьовують належним чином. Проте, ці заздалегідь розроблені «сценарії» життя будівель і міст відіграють істотну роль в обґрунтуванні проектних рішень, а їх наочне представлення у вигляді відеороликів і тому подібне служить ефектним доповненням до архітектурної візуалізації проєкту.

## Споріднені концепції
- У СРСР однодумцями в області архітектури і містобудування японських метаболістів фактично були учасники проектної групи «Новий елемент розселення» — Олексій Ельбрусович Гутнов, Ілля Георгійович Лежава та ін.
- У Великій Британії — проєктна група «Аркігрем[en])».

На відміну від ідей японських колег, концепції вищеназваних груп в реальному проектуванні успіху не мали.

## Галерея

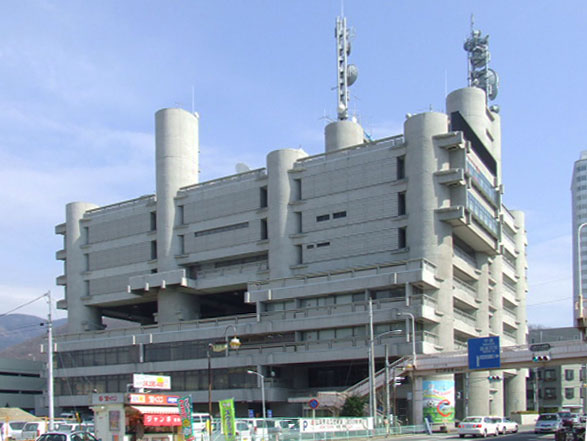
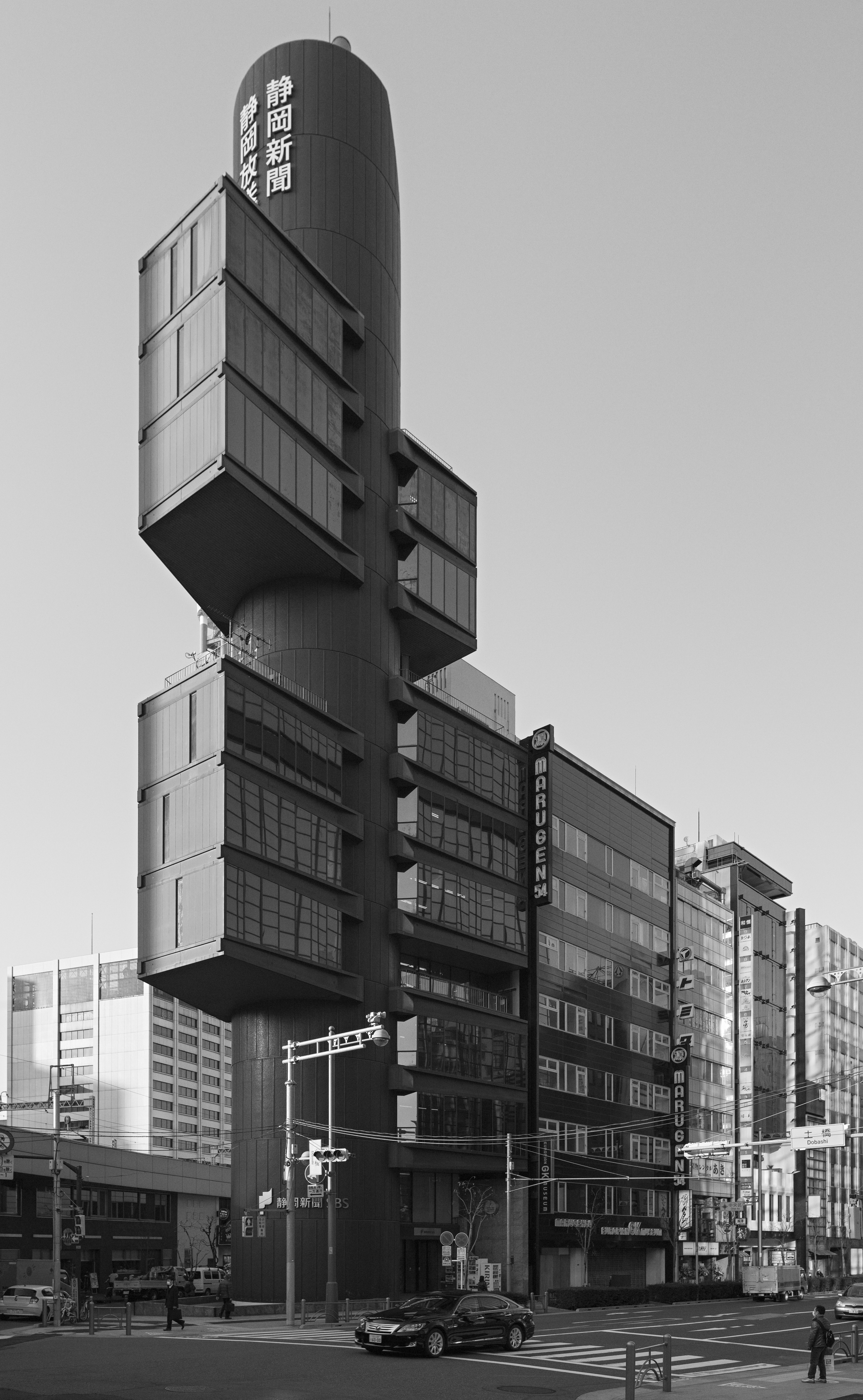
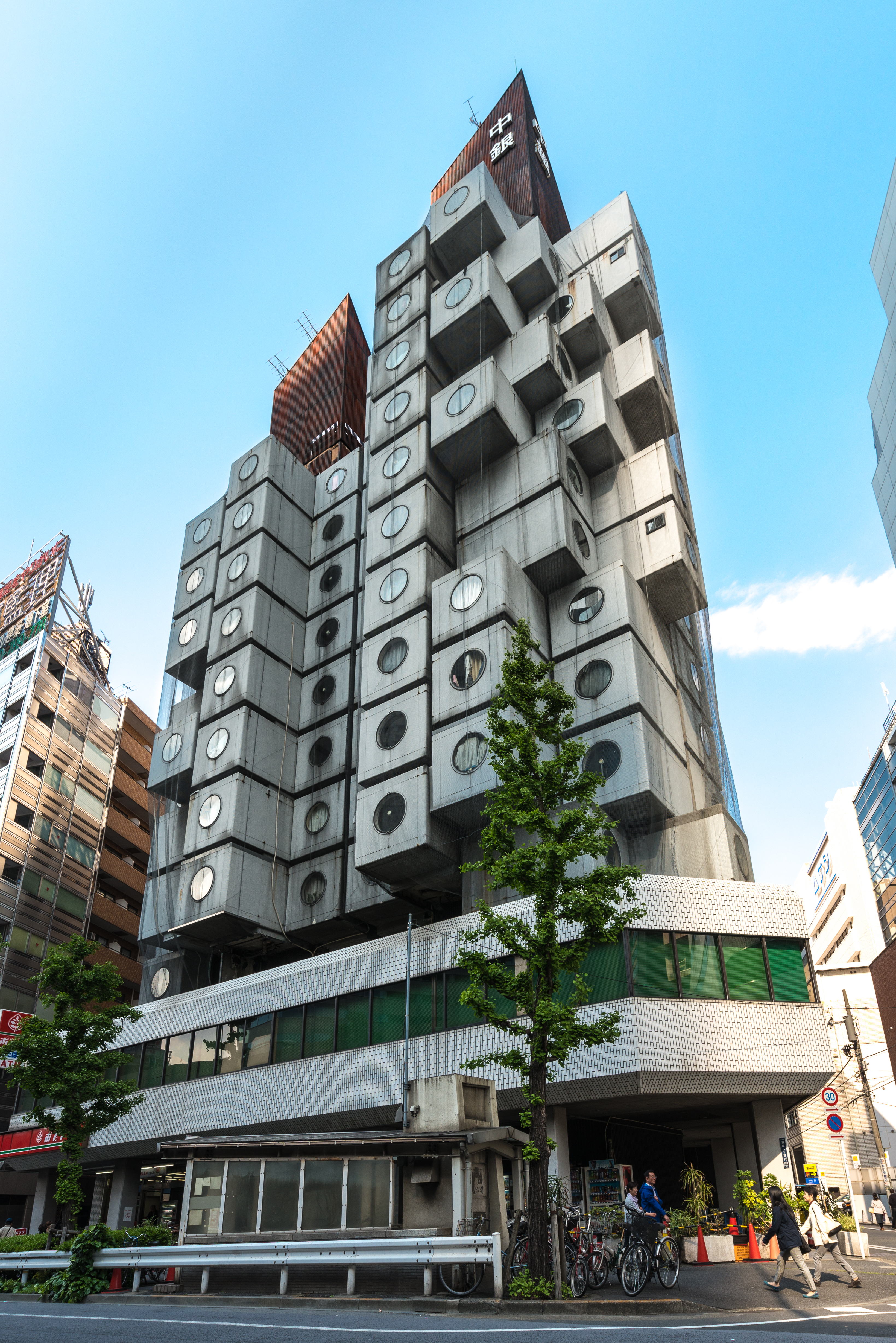
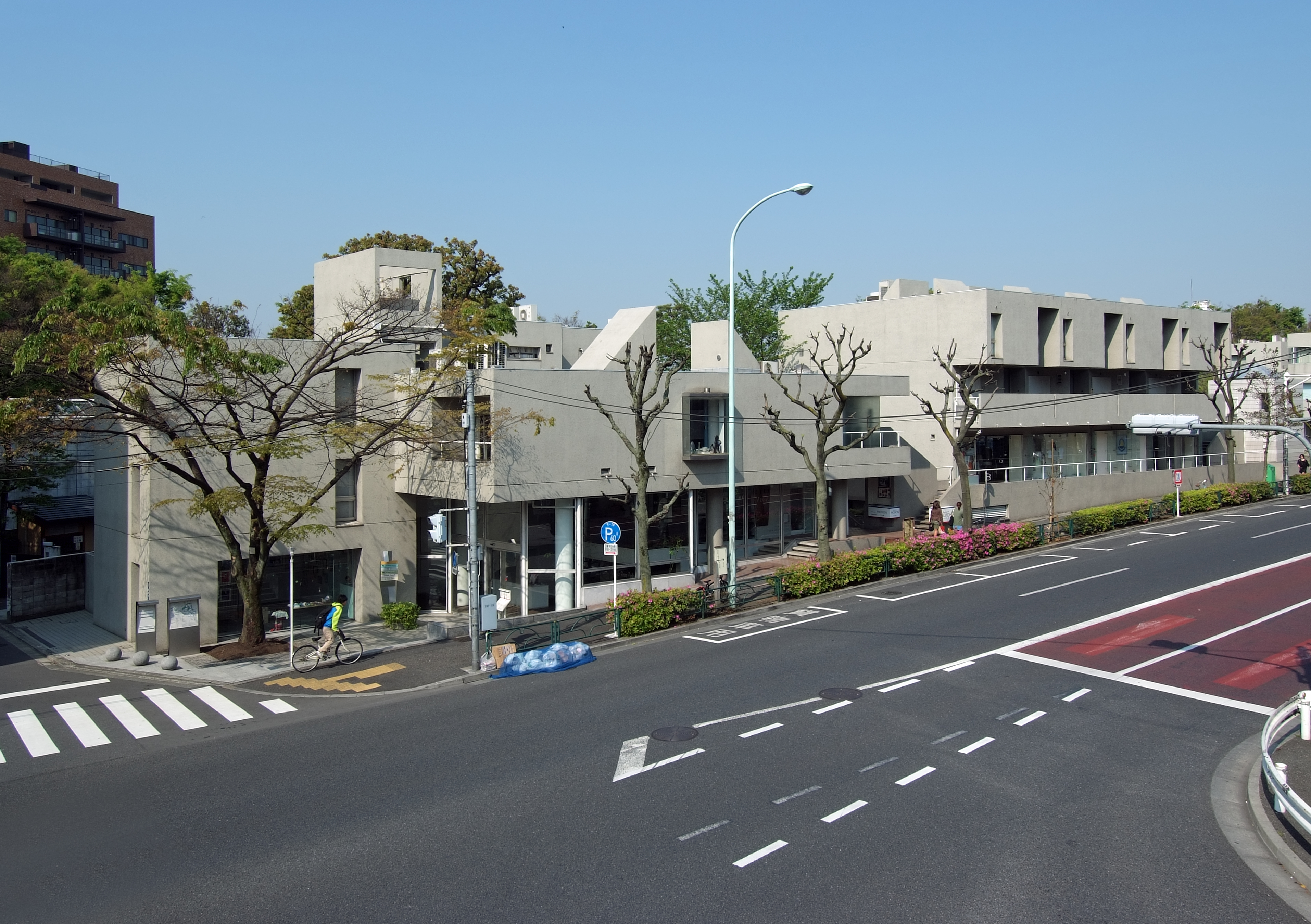
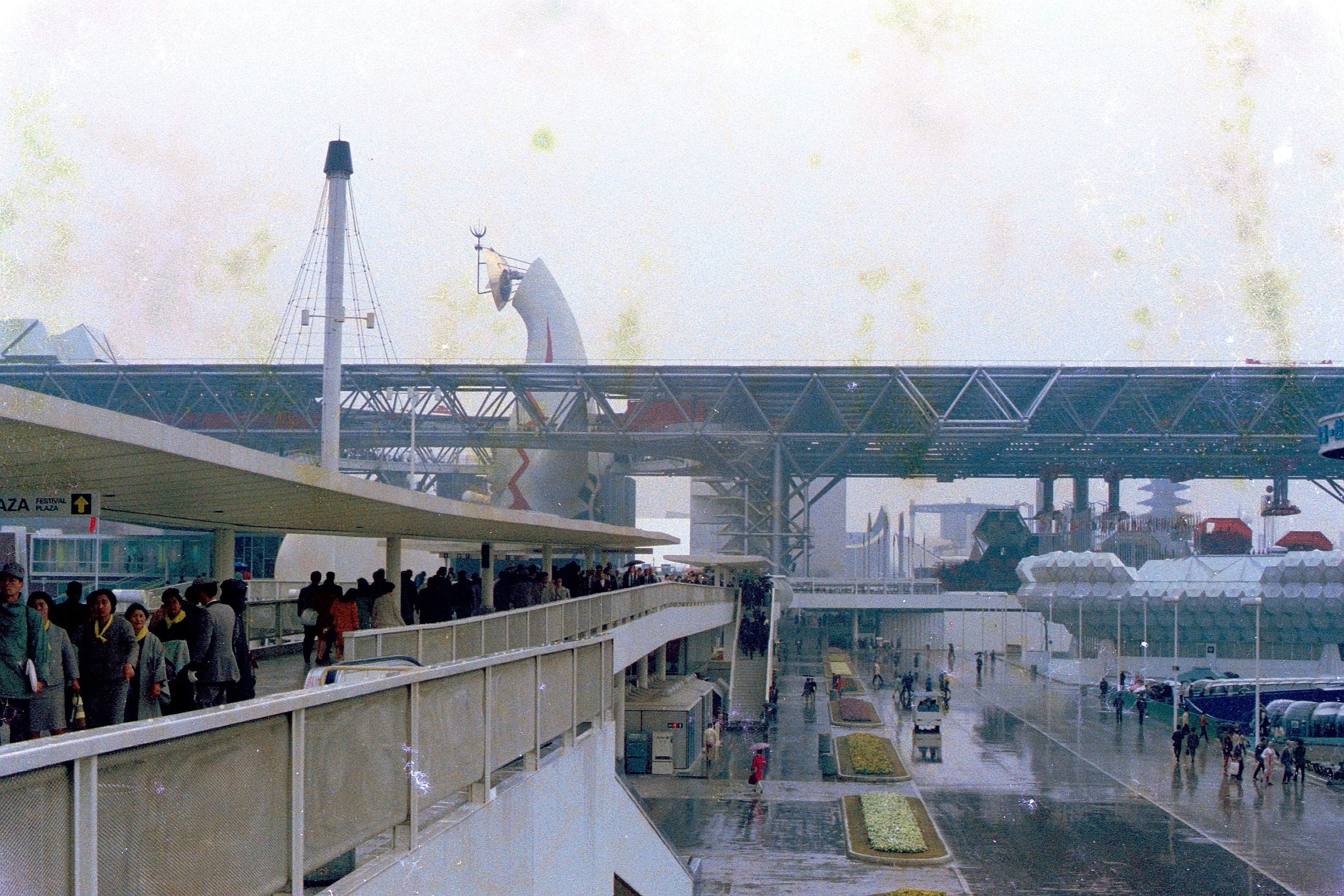
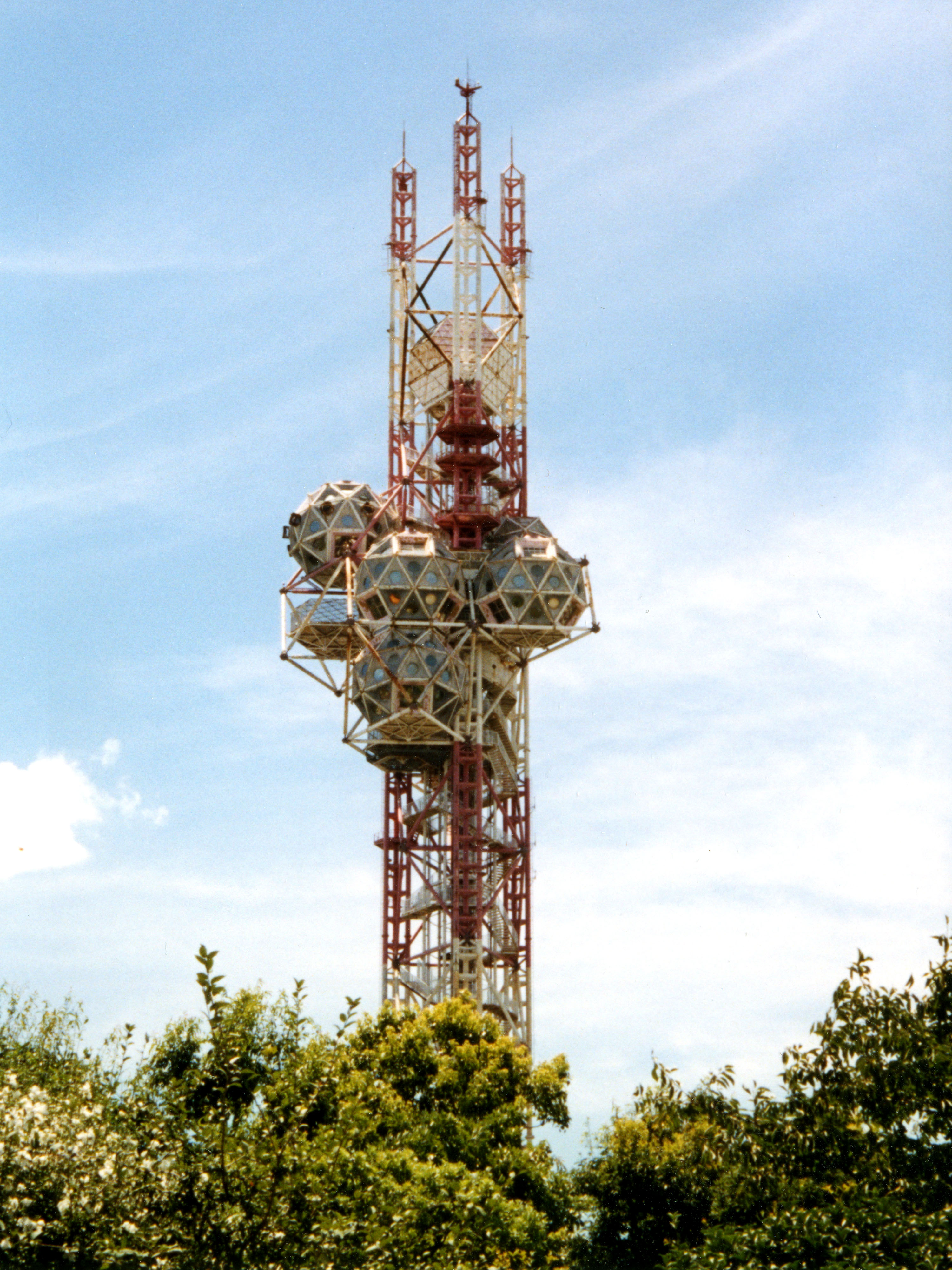